# Championnat d'Allemagne féminin de football 2006-2007
Navigation
Édition précédente Édition suivante
La Frauen-Bundesliga 2006-2007 est la 34e édition du championnat d'Allemagne féminin de football.
Le premier niveau du championnat féminin oppose douze clubs allemands en une série de vingt-deux rencontres jouées durant la saison de football. La compétition débute le 10 septembre 2006 et s'achève le 10 juin 2007.
La première place du championnat est qualificative pour la Coupe féminine de l'UEFA alors que les deux dernières places sont synonymes de relégation en 2. Frauen-Bundesliga.
Lors de l'exercice précédent, le TSV Crailsheim et le VfL Wolfsbourg ont gagné le droit d'évoluer dans cette compétition après avoir fini premiers de leurs groupes respectifs de 2. Frauen-Bundesliga.
Le FFC Turbine Potsdam, champion en 2006, est quant à lui, le seul représentant allemand à rejoindre en Coupe féminine de l'UEFA 2006-2007 le FFC Francfort, le tenant du titre de la compétition.
À l'issue de la saison, le FFC Francfort décroche le sixième titre de champion d'Allemagne de son histoire. Dans le bas du classement, le FFC Heike Rheine et le FFC Brauweiler Pulheim, sont relégués.
| \| SC Bad Neuenahr Bayern Munich FFC Brauweiler Pulheim TSV Crailsheim FCR Duisbourg SG Essen-Schönebeck FFC Francfort SC Fribourg Hambourg SV FFC Heike Rheine FFC Turbine Potsdam VfL Wolfsbourg \| Localisation des clubs engagés dans le championnat. |
| SC Bad Neuenahr Bayern Munich FFC Brauweiler Pulheim TSV Crailsheim FCR Duisbourg SG Essen-Schönebeck FFC Francfort SC Fribourg Hambourg SV FFC Heike Rheine FFC Turbine Potsdam VfL Wolfsbourg                                                           |

## Participants
Ce tableau présente les douze équipes qualifiées pour disputer le championnat 2006-2007. On y trouve le nom des clubs, la date de création du club, l'année de la dernière montée au sein de l'élite, leur classement de la saison précédente, le nom des stades ainsi que la capacité de ces derniers.
Légende des couleurs
- Qualifié pour le second tour de la Coupe féminine de l'UEFA 2006-2007.
- Promu de 2. Frauen-Bundesliga.

| Nom du club            | Date de création | Dernière montée | Cls 2006 | Stade                      | Capacité | Nb T. |
| ---------------------- | ---------------- | --------------- | -------- | -------------------------- | -------- | ----- |
| FFC Turbine Potsdam    | 1971             | 1994            | 1        | Karl-Liebknecht-Stadion    | 10 499   | 2     |
| FCR Duisbourg          | 1977             | 1993            | 2        | PCC-Stadion                | 3 000    | 1     |
| FFC Francfort          | 1973             | 1990            | 3        | Stadion am Brentanobad     | 5 200    | 5     |
| SC Bad Neuenahr        | 1907             | 1997            | 4        | Apollinarisstadion         | 4 580    | 1     |
| Hambourg SV            | 1970             | 2003            | 5        | Wolfgang-Meyer-Sportanlage | 2 018    | /     |
| SG Essen-Schönebeck    | 2000             | 2004            | 6        | Stadion Essen              | 20 650   | /     |
| SC Fribourg            | 1975             | 2001            | 7        | Möslestadion               | 18 000   | /     |
| Bayern Munich          | 1970             | 2000            | 8        | Sportpark Aschheim         | 3 000    | 1     |
| FFC Heike Rheine       | 1986             | 2000            | 9        | Jahnstadion                | 4 009    | /     |
| FFC Brauweiler Pulheim | 1974             | 2005            | 10       | Stade inconnu              | -        | 1     |
| TSV Crailsheim         | 1971             | 2006            | 2.FB     | Schönebürgstadion          | 5 500    | /     |
| VfL Wolfsbourg         | 1973             | 2006            | 2.FB     | VfL-Stadion am Elsterweg   | 17 600   | /     |

## Compétition

### Classement
Le classement est calculé avec le barème de points suivant : une victoire vaut trois points, le match nul un et la défaite zéro.
Les critères utilisés pour départager en cas d'égalité au classement sont les suivants :
1. différence entre les buts marqués et les buts concédés sur la totalité des matchs joués dans le championnat ;
2. plus grand nombre de buts marqués sur la totalité des matchs joués dans le championnat.

| Rang | Équipe                  | Pts | J  | G  | N | P  | Bp | Bc  | Diff |
| ---- | ----------------------- | --- | -- | -- | - | -- | -- | --- | ---- |
| 1    | FFC Francfort           | 60  | 22 | 19 | 3 | 0  | 91 | 17  | +74  |
| 2    | FCR Duisbourg           | 51  | 22 | 16 | 3 | 3  | 76 | 25  | +51  |
| 3    | FFC Turbine Potsdam T C | 44  | 22 | 13 | 5 | 4  | 51 | 23  | +28  |
| 4    | Bayern Munich           | 38  | 22 | 12 | 2 | 8  | 35 | 29  | +6   |
| 5    | SC Bad Neuenahr         | 33  | 22 | 10 | 3 | 9  | 45 | 45  | 0    |
| 6    | SG Essen-Schönebeck     | 32  | 22 | 10 | 2 | 10 | 55 | 42  | +13  |
| 7    | TSV Crailsheim P        | 30  | 22 | 9  | 3 | 10 | 33 | 37  | -4   |
| 8    | VfL Wolfsbourg P        | 27  | 22 | 8  | 3 | 11 | 20 | 49  | -29  |
| 9    | Hambourg SV             | 26  | 22 | 7  | 5 | 10 | 34 | 34  | 0    |
| 10   | SC Fribourg             | 25  | 22 | 8  | 1 | 13 | 36 | 57  | -21  |
| 11   | FFC Heike Rheine        | 14  | 22 | 4  | 2 | 16 | 24 | 57  | -33  |
| 12   | FFC Brauweiler Pulheim  | 0   | 22 | 0  | 0 | 22 | 15 | 100 | -85  |

| Légende : | Légende : |
| --------- | --- |
|           | Qualifié pour la Coupe féminine de l'UEFA 2007-2008 (Seconde phase de groupes). |
|           | Relégué en 2. Frauen-Bundesliga. |
|           | T Tenant du titre. P Promu de 2. Frauen-Bundesliga. C Vainqueur de la DFB-Pokal Frauen 2006-2007. Pts points ; G victoires ; N match nuls ; P défaites Bp buts marqués ; Bc buts encaissés ; Diff différence de buts |

### Résultats
| Résultats (▼dom., ►ext.)                                   | Bad | ByM | Bra  | Cra | Dui | Ess | Fra | Fri | Ham | Hei | Tur | Wol |
| SC Bad Neuenahr                                            |     | 1-1 | 6-1  | 2-2 | 1-3 | 6-0 | 0-9 | 1-3 | 3-2 | 3-0 | 2-5 | 1-3 |
| Bayern Munich                                              | 2-0 |     | 2-1  | 1-2 | 0-3 | 3-1 | 2-5 | 2-0 | 4-1 | 2-1 | 1-1 | 3-1 |
| FFC Brauweiler Pulheim                                     | 2-3 | 1-2 |      | 1-3 | 1-8 | 1-6 | 0-8 | 0-2 | 0-3 | 1-3 | 1-2 | 3-4 |
| TSV Crailsheim                                             | 1-2 | 1-2 | 3-0  |     | 2-2 | 0-3 | 0-4 | 3-1 | 0-1 | 3-2 | 0-4 | 3-0 |
| FCR Duisbourg                                              | 1-0 | 3-0 | 12-0 | 2-0 |     | 4-2 | 1-6 | 6-2 | 2-2 | 4-0 | 0-1 | 7-0 |
| SG Essen-Schönebeck                                        | 1-2 | 3-0 | 5-0  | 0-2 | 2-4 |     | 2-3 | 1-4 | 4-1 | 9-1 | 3-2 | 2-1 |
| FFC Francfort                                              | 2-1 | 2-1 | 7-0  | 4-1 | 3-0 | 2-1 |     | 4-0 | 2-1 | 0-0 | 1-1 | 5-1 |
| SC Fribourg                                                | 2-6 | 0-3 | 4-0  | 0-3 | 0-3 | 2-1 | 1-9 |     | 1-5 | 4-0 | 2-4 | 4-0 |
| Hambourg SV                                                | 0-1 | 0-2 | 3-0  | 1-0 | 2-2 | 0-0 | 2-2 | 3-1 |     | 4-0 | 1-3 | 0-0 |
| FFC Heike Rheine                                           | 1-2 | 0-2 | 6-2  | 2-3 | 0-3 | 1-2 | 1-4 | 0-3 | 2-1 |     | 0-4 | 0-1 |
| FFC Turbine Potsdam                                        | 2-2 | 1-0 | 6-0  | 3-1 | 0-3 | 3-3 | 1-2 | 3-0 | 3-0 | 0-0 |     | 0-1 |
| VfL Wolfsbourg                                             | 2-0 | 1-0 | 2-0  | 0-0 | 1-3 | 0-4 | 0-7 | 0-0 | 2-1 | 0-4 | 0-2 |     |
| - Victoire à domicile - Match nul - Victoire à l'extérieur |     |     |      |     |     |     |     |     |     |     |     |     |

## Bilan de la saison
| Championnat d'Allemagne féminin de football 2006-2007 |                          |
| Champion                                              | FFC Francfort (6e titre) |
| Dauphin                                               | FCR Duisbourg            |
| Coupes et trophées                                    |                          |
| Vainqueur DFB-Pokal Frauen 2006-2007                  | FFC Turbine Potsdam      |
| Qualifications continentales                          |                          |
| Coupe féminine de l'UEFA 2007-2008                    | FFC Francfort            |
| Promotions et relégations                             |                          |
| Promus en Frauen-Bundesliga                           | FC Sarrebruck            |
| Promus en Frauen-Bundesliga                           | SG Wattenscheid          |
| Relégués en 2. Frauen-Bundesliga                      | FFC Heike Rheine         |
| Relégués en 2. Frauen-Bundesliga                      | FFC Brauweiler Pulheim   |

## Statistiques
| Cls | Joueuse            | Club                | Buts |
| --- | ------------------ | ------------------- | ---- |
| 1   | Birgit Prinz       | FFC Francfort       | 28   |
| 2   | Inka Grings        | FCR Duisbourg       | 22   |
| 3   | Kerstin Garefrekes | FFC Francfort       | 21   |
| 4   | Charline Hartmann  | SG Essen-Schönebeck | 18   |
| 4   | Simone Laudehr     | FCR Duisbourg       | 18   |
| 6   | Petra Wimbersky    | FFC Francfort       | 17   |
| 7   | Shelley Thompson   | Hambourg SV         | 16   |
| 8   | Nina Aigner        | Bayern Munich       | 15   |
| 9   | Fatmire Bajramaj   | FCR Duisbourg       | 14   |
| 10  | Lydia Neumann      | SC Bad Neuenahr     | 13   |